# カノコガ
カノコガ（鹿子蛾、Amata fortunei）は、鱗翅目（チョウ目）ヒトリガ科カノコガ亜科に属するガの一種。

## 特徴
体に比べて翅はやや大きいが、これを捕獲して一般の人に見せて、ガだと言っても信じてもらえないような、およそガとは思えない風貌をしている。フタオビドロバチに擬態しているとされる。羽に触れると、鱗粉の模様が判子を押したようにそのまま手に付くことから、ハンコチョウとも呼ばれる。低い位置をゆっくりと飛ぶので、飛んでいるところを捕まえることもできる。成虫の姿は可憐だが、幼虫の姿はいわゆる毛虫である。黒い体に節ごとにたっぷり毛を生やした見た目は毒々しいが、毒針は持たないとされる。
黒い翅にやや大きめの白斑をつけ、全体的に黒い体の腹節の一部は黄色くなる。また触角が細く、ハチのような姿である。もちろんガなので刺すことはない。
名前の由来は、翅の鹿の子模様。腹部が大きいものが雌である。

## 生活史
食草はシロツメクサ、タンポポなど。ただし新鮮な葉は好まないようである。幼虫は黒く、節ごとに黒い毛が生えている。
北海道から九州にかけて分布する。年2回発生。初夏から夏にかけて見られ、昼行性で吸蜜などを行っている。
|  |  |